# Ага-Петрос
Ага-Петрос, имя при рождении — Петрос Элия из База (Ассир. ܐܝܠܝܐ ܦܹܛܪܘܼܣ; апрель 1880, Баз, Османская империя — 2 февраля 1932, Тулуза, Франция) — ассирийский военачальник времён Первой мировой войны, союзник Антанты.

## Биография
Родился в ассирийской христианской семье в полиэтничном регионе на границе Османской империи и Персии. Получил образование в европейской миссионерской школе в городе Урмия, вернулся в родное село, где работал учителем. По некоторым данным, путешествовал по Европе и Северной Америке, попутно зарабатывая деньги для продолжения поездки. Благодаря владению многими языками, как местными, так и европейскими, к тридцати годам занял высокое положение в Урмии. Считался внештатным драгоманом (дипломатом-переводчиком) русского консульства.
Вскоре после начала Первой Мировой войны, крупные силы русской армии вошли в северную Персию (а британские силы — в южную) чтобы воспрепятствовать действиям турок, союзников Германии, на этом направлении. В 1915 году турки, обвинив и до этого всячески притеснявшихся ими христиан в поддержке России, начали геноцид армян и геноцид ассирийцев, а также греков и езидов. В этих условиях многие ассирийцы бежали с османской территории в Урмию под покровительство русских войск.
В Урмии ассирийскому патриарху Мар-Шимуну XIX Беньямину и Ага-Петросу (отношения между ними при этом были несколько натянутыми) удалось сформировать ассирийские войска и вооружить их оружием, полученным от русских. Во главе этих войск Ага-Петрос одержал ряд побед над турками, а кроме того, вынужден был сражаться против местных курдов, в особенности против вождя Симко, так как курды участвовали в резне христиан, и находились в очень плохих отношениях и с ними, и с российской военной администрацией. Местное шиитское персидское население, со своей стороны, было лояльно только до поры до времени.
После того, как в России произошла февральская, а затем и октябрьская революция, боеспособность и качество снабжения русских войск резко упали, начались стихийные погромы против шиитского и курдского населения. В то же время, Персидская казачья дивизия, укомплектованная русскими офицерами и персами — «казаками», находившаяся формально на службе у шаха, приняла решение сохранять верность шахскому правительству, скептически относившемуся к христианам. Патриарх Мар-Шимун, поехав на переговоры с Симко, был им убит. В этих условиях, ассирийцы под руководством Ага-Петроса и некоторое количество армян, предприняли вместе со своими семьями тяжелейший марш по горам в занятый британцами Ирак, где и поселились.
После окончания войны, Ага-Петрос, как представитель ассирийского народа, участвовал в ряде мирных конференций, в частности, в Лозаннской, но автономии для ассирийцев не добился.
Остаток жизни Ага-Петрос провел в Лангедоке, в окрестностях Тулузы, где и умер.
Был женат, жену звали Зарифа, имел сыновей. Был награждён рядом государственных наград союзных держав, в том числе российскими. Точный список награда Ага-Петроса вызывает споры у современных исследователей. Достаточно тесно общался с известным в будущем российским литературоведом Виктором Шкловским, в период пребывания того в должности представителя Временного правительства при российских войсках в Персии, что нашло отражение в мемуарах Шкловского «Сентиментальное путешествие».